# Comme ils disent
Singles de Charles Aznavour
Me voilà seul
(1972) Nous irons à Vérone
(1973)
Comme ils disent est une chanson écrite, composée et interprétée par Charles Aznavour, parue dans l'album Idiote je t'aime, puis en single en 1972.
Il existe deux éditions du single avec une face B différente : l'une avec Idiote je t'aime en tirage promotionnel et une autre avec On se réveillera pressé pour la vente.

## Historique
Écrite par Aznavour, Comme ils disent aborde le thème de l'homosexualité et le tabou qu'elle constitue, dans le début des années 1970 post-mai 68. Si quelques chansons de l'époque décrivaient le thème de l'homosexualité de façon frivole et moqueuse , Charles Aznavour est le premier à décrire l'histoire d'un homme « vivant seul avec maman » sans détours, ni sarcasme. Un double sens au troisième couplet traiterait presque du portrait d'un vieux garçon, puis vient : « Mais mon vrai métier, c'est la nuit / Que je l'exerce travesti: je suis artiste ».
Aznavour se souvient de la première fois qu'il avait interprété Comme ils disent devant un cercle d'amis homosexuels :

« Ça a jeté un froid. Puis on m'a demandé qui allait chanter ça. J'ai répondu : « moi ». Nouveau silence. Puis quelqu'un s'est inquiété de savoir si je ferais une annonce. Vous m'imaginez annonçant sur scène que je vais me mettre à la place d'un homosexuel, alors que je ne le suis pas ? Il n'était pas question de reculer ! »

— Charles Aznavour.
Pour son texte, Aznavour s'est inspiré de son chauffeur, de son secrétaire et d'un ami décorateur, Androuchka. Il a indiqué ultérieurement que la seule difficulté qu'il a rencontrée pour écrire ce titre a été de trouver une rime en « ate » pour le premier couplet, problème résolu en trouvant la rue Sarasate sur un plan de Paris.

## Accueil
Tout juste rentré des États-Unis, Aznavour tient un récital de trente chansons à l'Olympia pour trois dates, qui rencontrent le succès. Parmi ces chansons, Comme ils disent obtient un triomphe. Peu après paraît le 45 tours qui connaît de bonnes ventes, avec plus de 150 000 exemplaires,. Sur la pochette, le chanteur pose en tenue noire, visage baissé.

## Classements

### Classements hebdomadaires
| Classement (1972)                       | Meilleure position |
| --------------------------------------- | ------------------ |
| France (SNEP)                           | 10                 |
| Belgique (Wallonie Ultratop 50 Singles) | 14                 |

| Classement (2018)                                            | Meilleure place |
| ------------------------------------------------------------ | --------------- |
| Belgique (Wallonie Ultratop 50 Singles) Back Catalog Singles | 5               |
| France (SNEP)                                                | 15              |

## Reprises
- 2003 : dans le live acoustique enregistré à l'Olympia En Toute Intimité (en), Lara Fabian reprend le titre d'Aznavour.
- 2012 : La chanteuse Shy'm reprend la chanson sur l'album Caméléon (titre bonus de l'édition « de luxe »).
- 2014 : le chanteur québécois Pierre Lapointe en fait une reprise dans son album Paris tristesse.
- 2022 : le groupe français de métal Worhs en fait une reprise sur son album De celles qui ne crèveront pas publié le 16 juillet 2022.
- 2023 : Le chanteur tayc en fait une reprise en rajoutant une partie et en faisant d'elle une version R&B.

## Dans la culture
- 2002 : dans sa chanson Petit pédé sur l'album Boucan d'enfer, Renaud fait explicitement référence à la chanson de Charles Aznavour : « C'est pas de ta faute, c'est la nature, Comme l'a si bien dit Aznavour ».

Au cinéma
 Sauf indication contraire, les informations mentionnées dans cette section peuvent être confirmées par le générique de fin de l'œuvre audiovisuelle présentée ici, ainsi que par la base de données cinématographiques IMDb,  présente dans la section « Liens externes ».
- 2005 : dans le film C.R.A.Z.Y. de Jean-Marc Vallée, Comme ils disent est citée par Michel Côté, qui refuse de croire que la chanson traite d'un homosexuel, indiquant que Charles Aznavour chante « C'est un homme Oh ! » et non pas « C'est un homo ». (Information à vérifier, sources ?)
- 2012 : dans le film Nos plus belles vacances de Philippe Lellouche, la chanson est furtivement citée a cappella par Bruno Lochet.
- 2016 : dans le film brésilien Divinas Divas de Leandra Leal, la chanson est interprétée traduite, par le travesti Marquesa.
- 2017: dans le film portugais Al Berto de Vicente Alves Do Ó, la chanson est interprétée par un ami du protagoniste.